# Signaalprijs
De Signaalprijs was tussen 1986 en 2000 een jaarlijks uitgereikte prijs voor kindertheater in Vlaanderen. In 2000 is de prijs samen met de Hans Snoekprijs opgegaan in de 1000 Watt-prijs.

## Winnaars
| Jaar | Winnaar        | Voorstelling                  |
| ---- | -------------- | ----------------------------- |
| 1986 |                |                               |
| 1987 | Eva Bal        | Wie troost Muu?               |
| 1988 |                |                               |
| 1989 |                |                               |
| 1990 |                |                               |
| 1991 |                |                               |
| 1992 |                |                               |
| 1993 |                |                               |
| 1994 |                |                               |
| 1995 |                |                               |
| 1996 |                |                               |
| 1997 |                |                               |
| 1998 |                |                               |
| 1999 | Pascale Patel  | De koning van de paprikachips |
| 2000 | De Kakkewieten | Universal Irritant            |